# Spalax munzuri
Spalax munzuri és una espècie de mamífer rosegador de la família dels espalàcids. És endèmica de l'Anatòlia Oriental (Turquia). Es tracta d'una espècie de mida mitjana, amb una llargada total de 198,5 mm i un pes de 210 g de mitjana. Les dents molars superiors tenen una sola arrel i els ossos parietals tenen forma trapezoïdal. El seu nom específic es refereix a la serralada de Munzur.